# آویانکا کاستاریکا
آویانکا کاستاریکا (انگلیسی: Avianca Costa Rica) شرکت هواپیمایی کاستاریکایی است، که در سال ۱۹۴۵ تأسیس شد.